# Tianhe, Shandong
Tianhe (kinesiska: 田和, 田和街道) är en sockenhuvudort i Kina. Den ligger i provinsen Shandong, i den östra delen av landet, omkring 460 kilometer öster om provinshuvudstaden Jinan. Antalet invånare är 92 597. Befolkningen består av 45 154 kvinnor och 47 443 män. Barn under 15 år utgör 15,0 %, vuxna 15-64 år 79 %, och äldre över 65 år 4,0 %.
Närmaste större samhälle är Weihai, 5,3 km öster om Tianhe. Runt Tianhe är det i huvudsak tätbebyggt.
Genomsnittlig årsnederbörd är 717 millimeter. Den regnigaste månaden är juli, med i genomsnitt 210 mm nederbörd, och den torraste är januari, med 14 mm nederbörd.